# Chiesa di San Martino (Bargecchia, Massarosa)
La chiesa di San Martino è un edificio sacro che si trova a Bargecchia, nel comune di Massarosa.

## Descrizione
La chiesa conserva importanti dipinti: il trittico trecentesco frammentario con San Sisto Papa tra San Lorenzo e una Santa Martire, Redentore e Profeti nelle cuspidi, qui pervenuto dalla distrutta chiesa di San Lorenzo di Conca, riferibile allo stesso pittore della grande croce dipinta di San Michele di Moriano; le due tavole, anch'esse provenienti dalla chiesa più antica, una frammentaria con Santa Maria Maddalena, e l'altra con un Santo Vescovo e San Bartolomeo - riconosciute come laterali di un trittico di Giuliano di Simone che recava al centro la Madonna del Latte di Moriano Castello, databile alla metà del nono decennio del Trecento. Interessante è il tabernacolo eucaristico, opera di Antonio da Massarosa (1495).

## La chiesa e Giacomo Puccini
Secondo la tradizione, il maestro Giacomo Puccini era solito venire di frequente a Bargecchia per ascoltare le campane della chiesa di San Martino suonare. Tale melodia, sempre secondo la tradizione, venne inserita dal compositore alla fine del primo atto della sua opera Tosca.